# Беляев, Виктор Иванович
Ви́ктор Ива́нович Беля́ев (28 апреля [11] мая 1902, Ташкент, Российская империя — 7 мая 1976, Ленинград, СССР) — советский историк-арабист, специалист по арабским рукописям. Кандидат филологических наук, профессор.

## Биография
Его отец был юристом. В 1921 году поступил в Туркестанский восточный институт, где изучал арабский язык. Осенью 1923 года перевелся на этнолого-лингвистическое отделение факультета общественных наук ЛГУ, где специализировался на изучении арабского языка и литературы, а также — персидского языка. В 1925 году окончил ЛГУ.
После окончания университета был зачислен практикантом Азиатского музея (1926—1929). В 1933 году поступил на работу в Институт книги, документа и письма АН СССР. Изучал арабские нумизматические коллекции, памятники арабской палеографии и папирологии. В конце 1936 года этот институт был объединён с Институтом истории, в связи с чем Беляев перешёл на работу в рукописный отдел Института востоковедения. Там он занялся описанием рукописей исламского фонда, работал в арабском кабинете, занимался переводами арабских источников по истории Туркмении. В начале 1937 года стал кандидатом филологических наук.
В 1939—1940 годах участник Советско-финской войны. После ранения вернулся к научной работе в Институте. В годы Великой Отечественной войны Беляев вместе с Институтом востоковедения находился сначала в Калуге, затем в Ташкенте.
С 15 апреля 1945 года по 1950 год заведующий Рукописным отделом Института востоковедения АН СССР. Беляев навёл полный порядок в хранении рукописных материалов, при его участии и под его руководством составлено множество каталогов рукописей Института. После смерти И. Ю. Крачковского в 1951 году Беляев был назначен заведующим Ленинградской группой арабистов Института востоковедения АН СССР, который позже был преобразован в Арабский кабинет имени акад. И. Ю. Крачковского.
В конце 1959 года перешёл на работу на Восточный факультет ЛГУ, на должность Заведующего кафедрой арабской филологии. В октябре 1963 года получил звание профессора.
Член-корреспондент (по другому утверждению — почётный член) Каирской Академии арабского языка. Принимал участие в международных конгрессах востоковедов.
С 1940 года Беляев работал на докторской диссертацией «Историк аббасидского халифата ас-Сули (X в.)». Согласно документам, хранящихся в архиве востоковедов, работе Беляева над диссертацией препятствовали тяжёлые жилищно-бытовые условия — в одной комнате в коммунальной квартире с ним проживал престарелый тесть и больная жена. Перевод же арабского текста ас-Сули, над которым работал Беляев, был завершён его учеником, Анасом Халидовым.

## Публикации
- ас-Сули, Абу Бакр Мухаммад. Китаб ал-Аврак / Крит. текст, пер. на рус. яз. В. И. Беляева и А. Б. Халидова; предисл., примеч. и указ. А. Б. Халидова. — СПб.: Центр «Петербургское востоковедение», 1998. — 592 с. — (Памятники культуры Востока: Санкт-Петербургская научная серия. V).
- Коран. Перевод и комментарии И. Ю. Крачковского / Редактор В. И. Беляев. [Предисловие В. И. Беляева и П. А. Грязневича]. — М., 1963.
  - Коран. Перевод и комментарии И. Ю. Крачковского / Под редакцией В. И. Беляева [Предисловия В. И. Беляева и П. А. Грязневича]. — 2-е изд. — Главная редакция восточной литературы издательства «Наука», 1986. — 727 с.
- Мец А. Мусульманский Ренессанс / Пер. с нем., предисл., библиогр. и указатель Д. Е. Бертельса. Ответственный редактор В. И. Беляев. — 2. — М.: Главная редакция восточной литературы изд. «Наука», 1973. — 473 с.
- Петрушевский И. П. Ислам в Иране в VII—XV веках (курс лекций) / Ответственный редактор В.И.Беляев. — Л.: Издательство ЛГУ, 1966.
- Миклухо-Маклай Н. Д. Описание таджикских и персидских рукописей Института народов Азии. Выпуск 2. Биографические сочинения / Ответственные редакторы И. А. Орбели, В. И. Беляев. — М.: ИВЛ, 1961.
- Михайлова А. И. Каталог арабских рукописей Института народов Азии и Африки Академии Наук СССР. Выпуск 2. Географические сочинения / Ответственный редактор В. И. Беляев. — М.: ИВЛ, 1961.
- Гибб Х. А. Р. Арабская литература. Классический период. [Арабская литература. Перевод с англ. А. Б. Халидова; Мусульманская историография. Перевод с англ. П. А. Грязневича] / Ответственный редактор В. И. Беляев. — М.: Издательство восточной литературы, 1960.
- Халидов А. Б. Каталог арабских рукописей Института народов Азии Академии Наук СССР. Выпуск 1. Художественная проза / Ответственный редактор В.И.Беляев. — М.: ИВЛ, 1960.
- Миклухо-Маклай Н. Д. Описание таджикских и персидских рукописей Института востоковедения. Выпуск 1 / Ответственные редакторы В. И. Беляев, Д. И. Тихонов. — М.—Л.: Издательство Академии Наук СССР, 1955.